# Cylindrodontidae
Famille
Les Cylindrodontidae forment une famille de rongeurs fossiles.

## Liste des genres
Selon Paleobiology Database (14 avril 2015) :
- genre Anomoemys
- genre Ardynomys
- genre Cyclomylus
- genre Cylindrodon
- genre Dawsonomys
- genre Jaywilsonomys
- genre Mysops
- genre Pareumys
- genre Pseudocylindrodon
- genre Sespemys
- genre Tuscahomys